# A Fallen Star (film 1917)
A Fallen Star è un cortometraggio muto del 1917 diretto e interpretato da Harry McCoy. Il film, della durata di un rullo, fu prodotto da Mack Sennett.

## Produzione
Il film fu prodotto dalla Triangle Film Corporation.

## Distribuzione
Distribuito dalla Triangle Distributing, il film - un cortometraggio in una bobina  - uscì nelle sale cinematografiche statunitensi il 2 settembre 1917.